# Anguiras
Anguiras (em védico: अङ्गिरा; romaniz.: áṅgira) é um rixi védico (sábio) do hinduísmo. Aparece no Rigueveda como professor de conhecimento divino, um mediador entre homens e deuses, e segundo alguns hinos como o primeiro dos Agnidevas (deuses do fogo). Em alguns textos, é considerado um dos sete grandes sábios ou saptarixis, mas em outros é mencionado, mas não é contado na lista. Segundo alguns manuscritos do Atarvaveda, o texto é atribuído a "Atarvagirasa" (Atharvangirasah), um nome que se formou através da junção de Atarvã e Anguiras.